# هنری وست هاجسون
هنری وست هاجسون (انگلیسی: Henry Hodgson; ۲۹ ژوئن ۱۸۶۸ – ۵ فوریهٔ ۱۹۳۰) فرد نظامی اهل بریتانیا بود. وی همچنین برندهٔ جوایزی همچون نشان حمام و نشان سلطنتی ویکتوریایی شده‌است.